# 1110 Ярослава
1110 Яросла́ва (1110 Jaroslawa) — астероїд головного поясу, відкритий 10 серпня 1928 року.
Тіссеранів параметр щодо Юпітера — 3,606.
Астероїд відкрито Григорієм Неуйміним та названо на честь його сина Ярослава.